# ساختمان کانون کارآموزان
ساختمان کانون کارآموزان مربوط به دوره پهلوی دوم است و در زاهدان، خیابان شهید مطهری، میدان بیمارستان خاتم‌الانبیاء واقع شده و این اثر در تاریخ ۲۵ اسفند ۱۳۸۰ با شمارهٔ ثبت ۵۶۹۷ به‌عنوان یکی از آثار ملی ایران به ثبت رسیده است.